# Nationalpark Gunung Gede-Pangrango
Der Nationalpark Gunung Gede-Pangrango ist ein 151,96 km² großer Nationalpark Indonesiens, gelegen in der Provinz Westjava auf Java. Im Zentrum des Parks sind die zwei Vulkane Gunung Gede und Pangrango.
Der Park entstand 1980 aus schon existierenden Schutzgebieten wie den Botanische Garten Cibodas, dem Naturreservat Cimungkat, dem Situgunung Erholungspark und dem Naturreservat Gunung Gede Pangrango. Im Park fand intensive biologische und naturschutzbezogene Forschung statt. 1977 erklärte die UNESCO das Gebiet als Teil des Weltnetzes von Biosphärenreservaten.

## Topographie und Ökologie

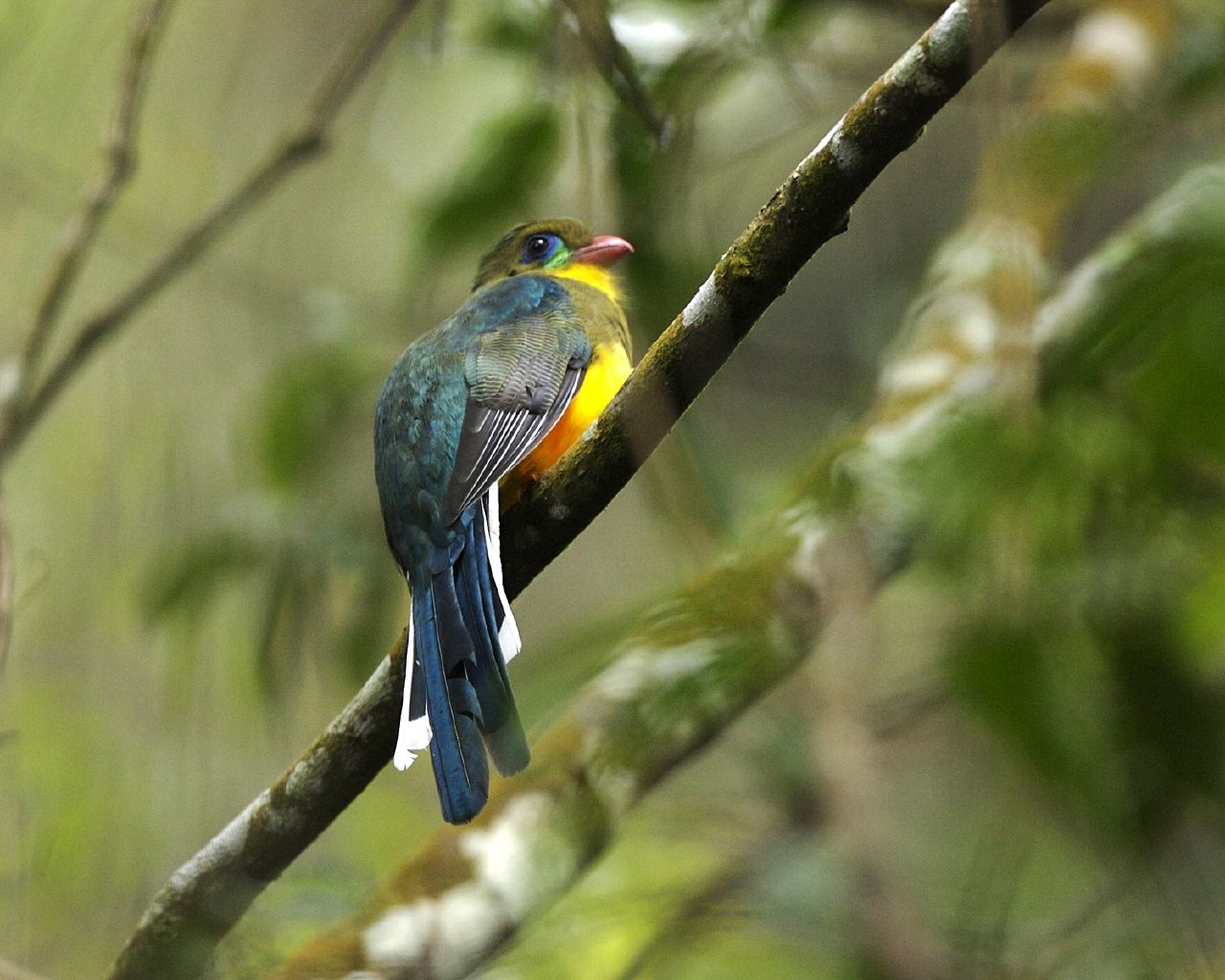
Der Java-Trogon, eine in Westjava endemische bedrohte Art, kann im Nationalpark gefunden werden

Gunung Gede (2.958 m) und Pangrango (3.019 m) sind Zwillingsvulkane. Die beiden Gipfel sind durch den Sattel Kandang Badak (2.400 m) verbunden. Die Bergabhänge sind sehr steil und von schnell fließenden Bächen durchzogen, die tiefe Täler und Rinnen gegraben haben.
Die unteren und oberen Bergregionen des Parks sind gut erforscht. Im Norden des Gunung Gede findet sich ein Feld von Javanischen Edelweiss (Anaphalis javanica). Der Park beherbergt viele Arten, deren Vorkommen bisher nur hier dokumentiert wurde.

## Flora und Fauna
Der Nationalpark Gunung Gede-Pangrango wird von 251 der 450 Vogelarten bevölkert, die sich auf Java finden. Darunter sind bedrohte Arten wie der Javahaubenadler, Java-Trogon und der Angelina-Zwergohreule.
Unter den bedrohten Säugetierarten im Park finden sich einige Primaten wie der Silbergibbon, Java-Langur und Schwarzer Haubenlangur. Andere Säugetierarten schließen Java-Leopard, Bengalkatze, Indischer Muntjak, Kleinkantschil, Rothund, das Stachelschwein Hystrix brachyura, Sunda-Stinkdachs und Buntmarder ein.

## Tourismus
Besucher betreten den Park gewöhnlich durch einen der vier Eingänge: Cibodas, Gunung Putri oder Selabintana; der Eingang Situ Gunung gibt lediglich Zugang zu einer Seeregion zu Naherholungszwecken. Der Eingang von Cibodas ist der weitaus populärste und auch Sitz der Parkverwaltung. In Cibodas findet sich am Parkrand der Botanische Garten Cibodas.